# Lidová architektura

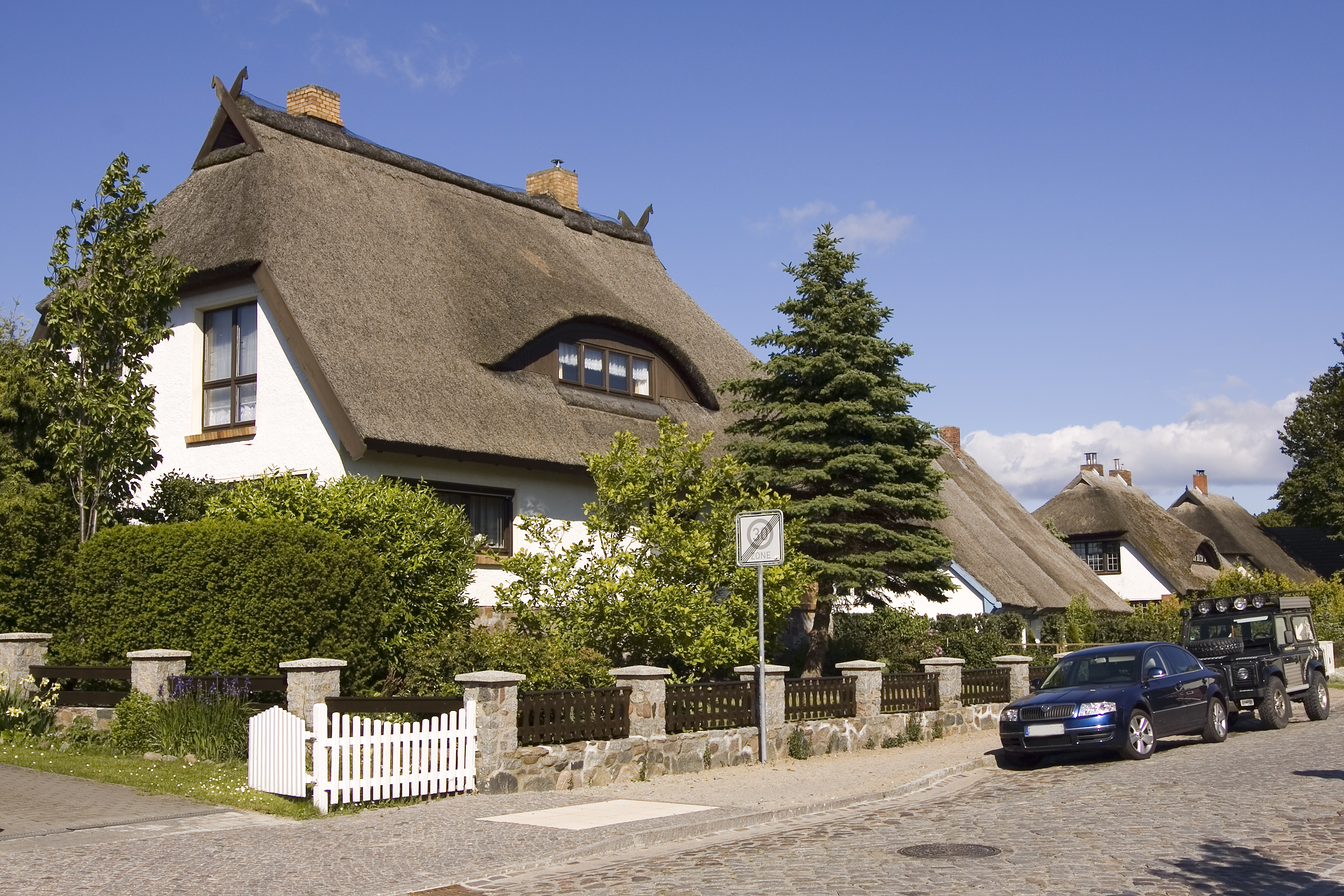
Typické doškové chalupy na ostrově Rujana, Německo.

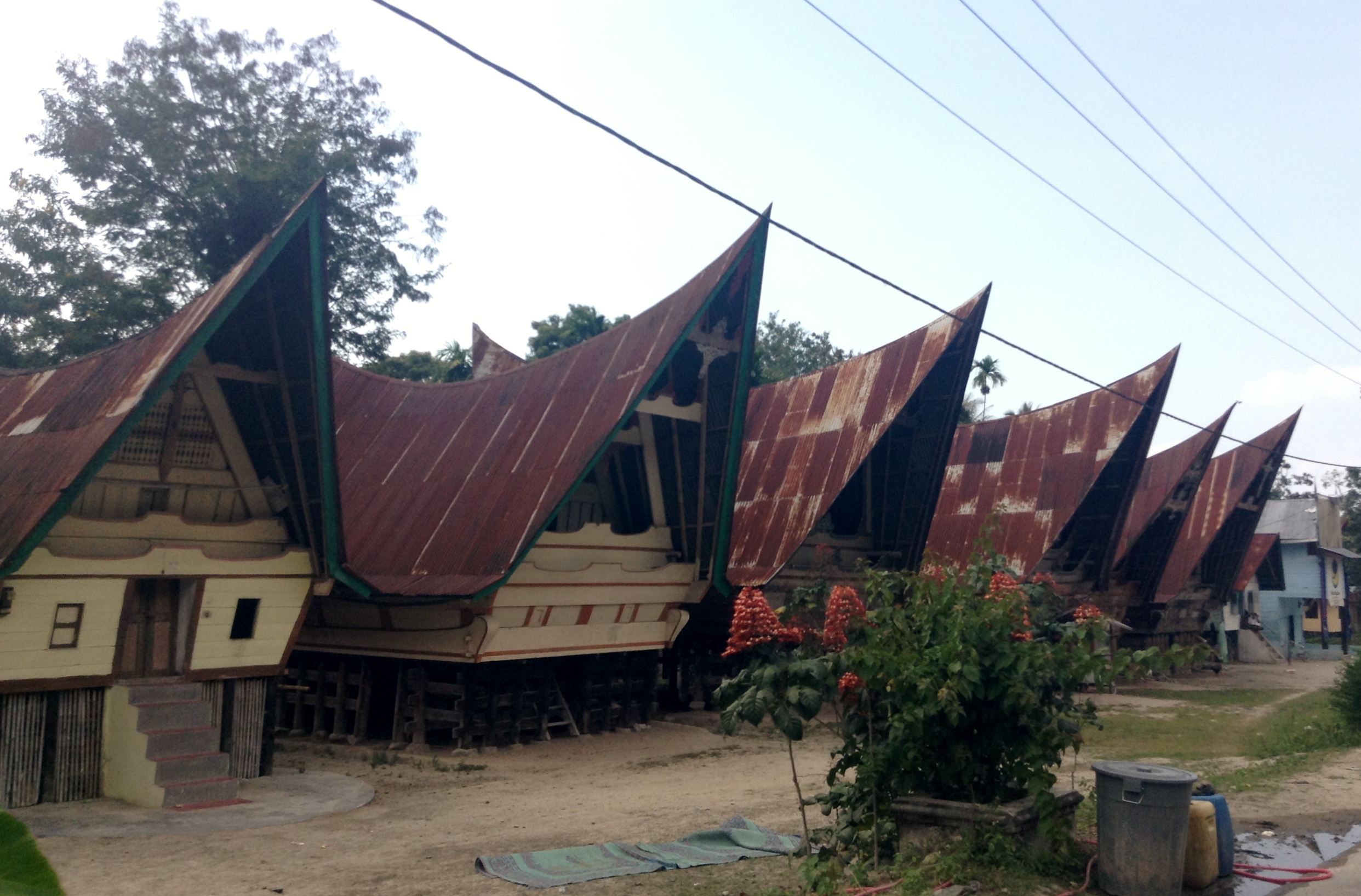
Tradiční dům „Batak" je příkladem vernakulární architektury v Indonésii

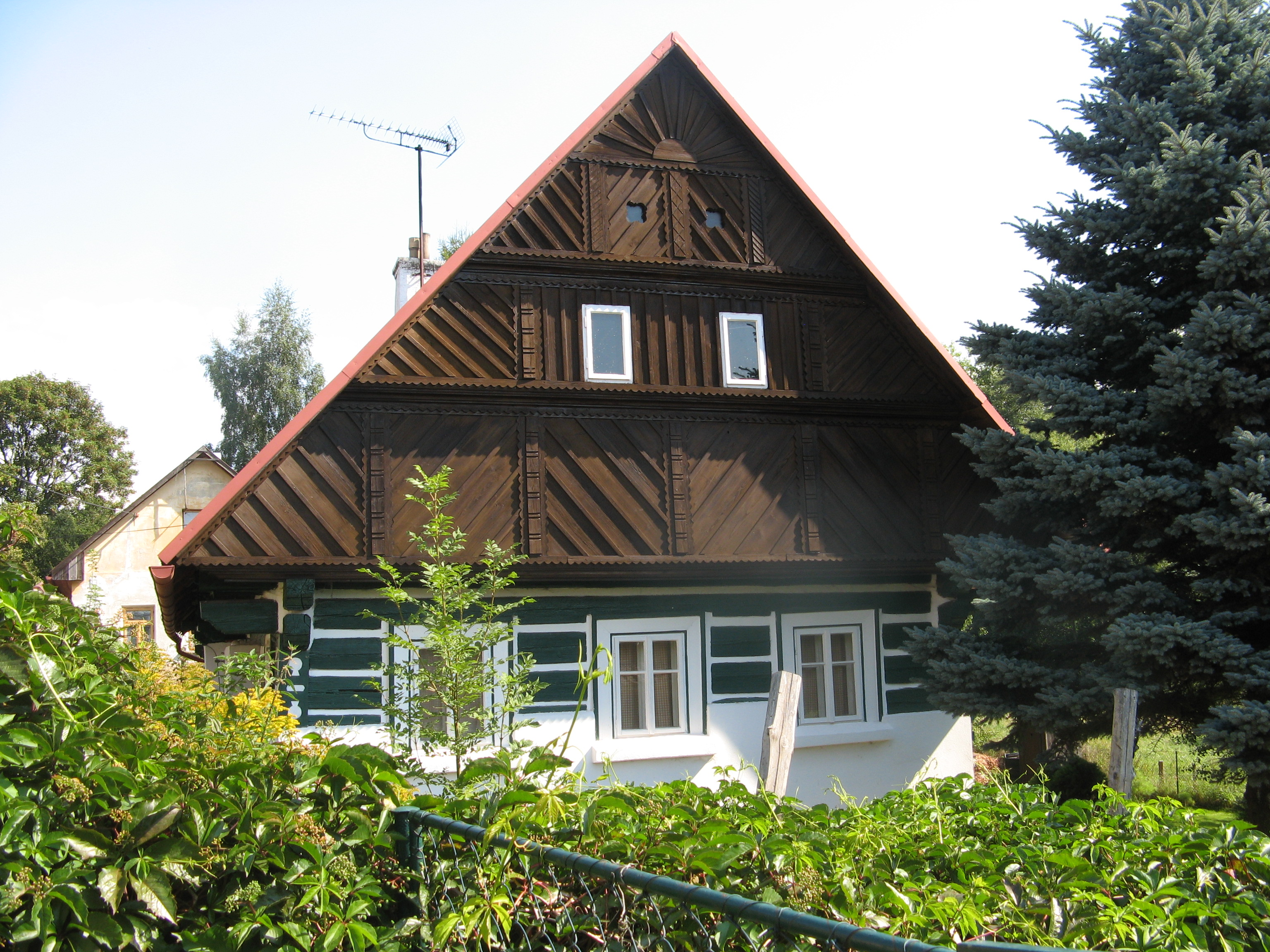
Dům podkrkonošské lidové architektury ve Žďáru u Staré Paky

Lidová architektura (někdy také vernakulární či folková architektura) je stavba postavená mimo akademickou tradici architektury či bez odborného vedení návrhu. Není konkrétním architektonickým stylem či hnutím ale spíše široká kategorie staveb, které se vážou na určité oblasti a jsou či byly většinou postaveny svépomocí. 
Lidová architektura je silně navázána na prostředí, v němž vzniká, a to především materiálně. V některých jazycích se tato architektura nazývá vernakulární (ze slova verna – domácí, domorodý) v němčině zase tradiční. Opakem je plánovaná architektura, která je charakterizována stylistickými prvky konstrukce a záměrně začleněnými estetickými prvky, které jdou nad rámec stavebního funkčního požadavku.
Znalosti stavění lidové architektury jsou podloženy místní tradicí, z velké části (ale nejen) jde o znalosti získané metodou pokusů a omylů v průběhu generací, na rozdíl od geometrických a fyzikálních výpočtů, které jsou základem architektury plánované, projektované školenými architekty. To ovšem nebrání tomu, aby architekti používali prvky lidové architektury ve svých vzorech.

## Charakteristika
Stavby vernakulární architektury nejsou tvořeny školenými architekty, přesto jsou tyto budovy díky zkušeným místním stavitelům a letům tradic a zvyklostí vytvořených metodou pokus – omyl praktické a funkční. Charakteristické je pro ně citlivé zasazení do místní krajiny, tak že s ní částečně splývají. V některých případech mohou být částečně „zabořeny" do terénu. Charakteristické je také používání přirozeného větrání a reakce na vlastnosti dané oblasti – například horské oblasti mají kvůli sněhové pokrývce větší sklon střechy a také větší přesah.

## Česko

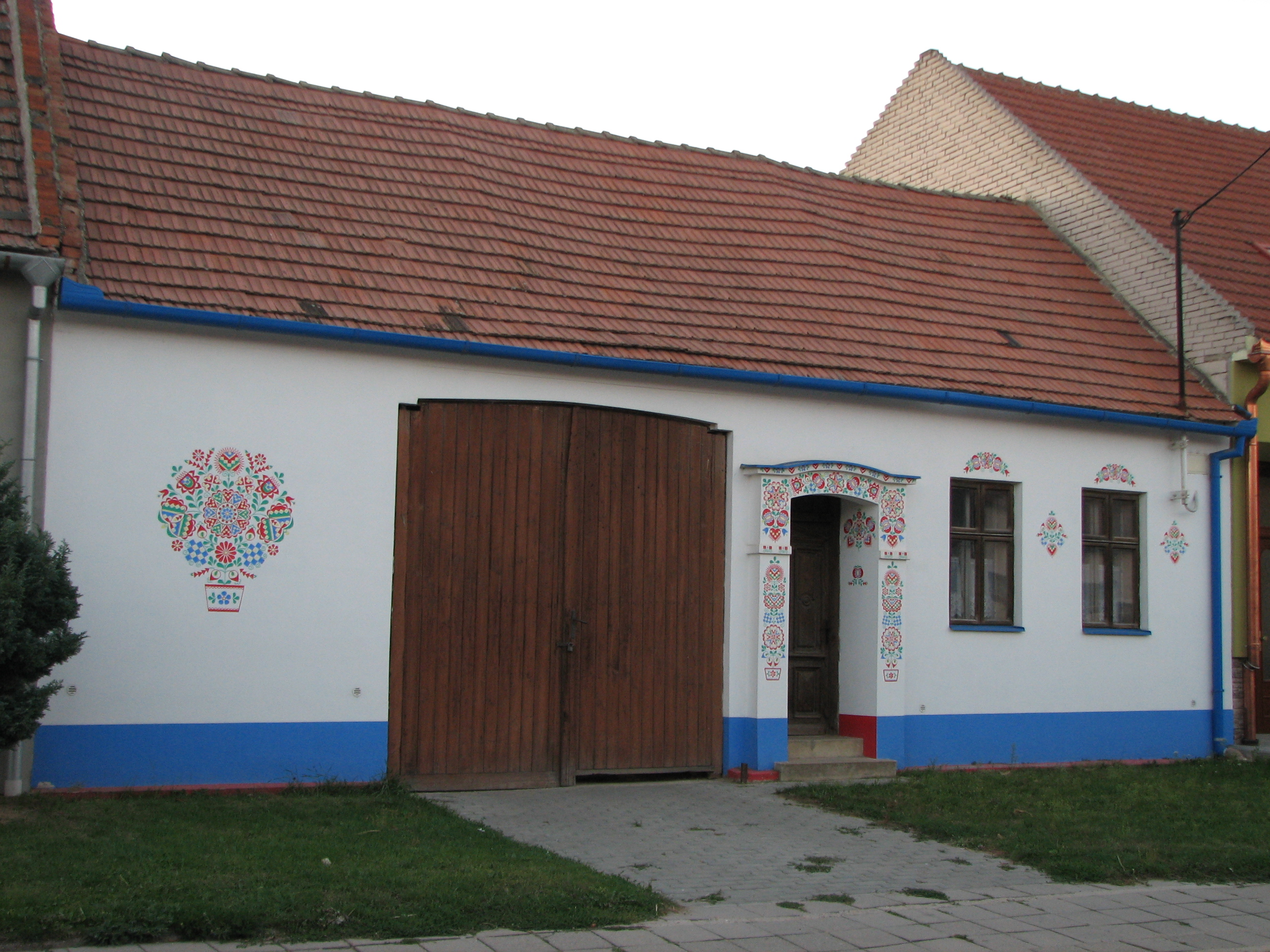
Svatobořice – lidová architektura

V České republice se do dnešních dnů uchovalo mnoho památek lidové architektury, a to nejen jednotlivé objekty, ale často ucelená stylově čistá výstavba. Vývoj architektury probíhal od raného středověku až po dvacáté století. Hlavní regionální oblasti jsou: Střední Čechy, Jižní Čechy, Jihozápadní Čechy, Severozápadní Čechy, Severní Čechy, Východní Čechy, Jižní Morava, Střední Morava, Slezsko a Severní Morava.

### Druhy lidových staveb
- Obytné
- Hospodářské – salaše, humna, stáje, chlévy, stodoly, sklepy, …
- Výrobní – mlýny, hrnčířské domy, pekárny, kovárny, pily, …
- Sakrální – kapličky, kostely, boží muka, zvonice, …
- Veřejné – mosty, lávky, převozy, hatě, …

## Slovensko

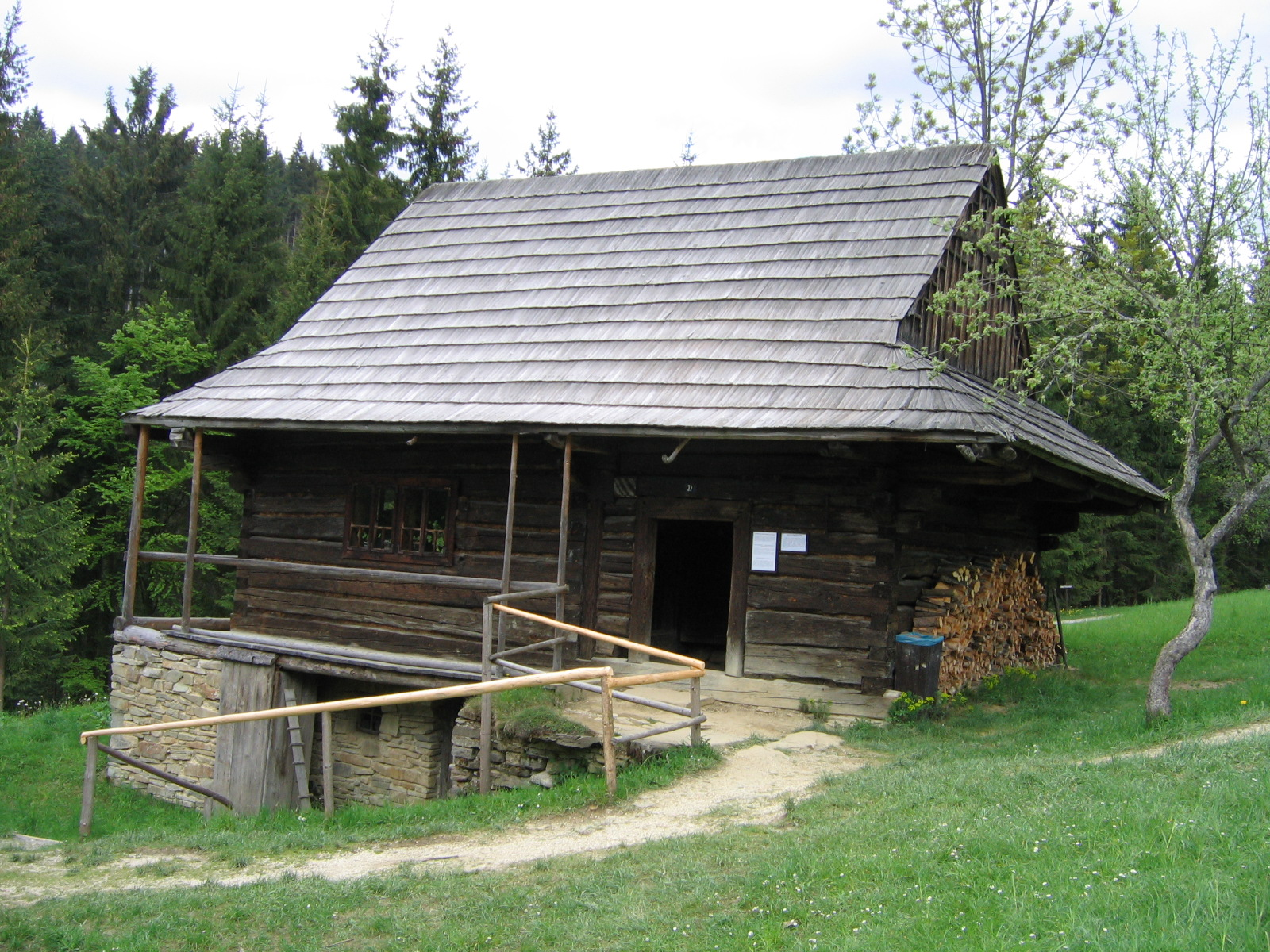
Obytná budova v Muzeu kysucké dědiny

Lidová architektura na Slovensku byla během celých dějin odolná vůči módním slohovým vlivům a primární roli hrála vždy funkce. Zdobení se týkalo především uliční fasády a vstupu. V rámci urbanismu se domy lišily jen málo, a to právě ornamentálními projevem. Lidová architektura harmonicky souzní s přírodou. Nové nikdy samoúčelně nevytlačovalo staré, ověřené stavební postupy se opakovaly. Pěkné příklady lidové architektury můžeme nalézt v skanzenech, ačkoliv už ne v původním prostředí – klasickou ulici zde nenajdeme. Lidová architektura Slovenska se dělí na Jižní Slovensko, Střední Slovensko, Severní Slovensko, včetně Oravy a Severovýchodní Slovensko.[zdroj?]